# Bréval
Bréval település Franciaországban, Yvelines megyében. Lakosainak száma 2031 fő (2022. január 1.). Bréval Villiers-en-Désœuvre, Boissy-Mauvoisin, Neauphlette, Perdreauville, Saint-Illiers-la-Ville és Saint-Illiers-le-Bois községekkel határos.

## Népesség
A település népességének változása:
| Lakosok száma | 1870 | 1856 | 1868 | 1820 | 1801 | 1803 | 1901 | 1908 | 2031 |
|               | 2013 | 2015 | 2016 | 2017 | 2018 | 2019 | 2020 | 2021 | 2022 |